# Junior Soprano
Corrado John Soprano, Jr. fiktivni je lik iz HBO-ove televizijske serije Obitelj Soprano kojeg je portretirao Dominic Chianese. Obično poznat kao "Stric Junior" ili "Stric June'", on je mentor i stric mafijaškog bossa Tonyja Soprana. Mlađi Corrado ponekad se pojavljuje u prisjećanjima, a glumi ga Rocco Sisto. 
Junior je kao šef arogantan, sebičan i impulzivan. Uvijek je bio iznimno zavidan prema onima koji su u obitelji držali više pozicije (pogotovo prema članovima svoje obitelji). Postao je zavidan prema svojem bratu Johnu Francisu "Johnny Boyu" Sopranu kad je ovaj prije njega postao članom mafije, kao i prema svojem nećaku Tonyju Sopranu zbog njegova statusa zvijezde obitelji za koju je radio cijelog svojeg života. Iako Junior u seriji nikad ne ubija izravno sam, u prvoj sezoni naređuje ubojstva šestorice ljudi, uključujući bivšeg najboljeg prijatelja i partnera Christophera Moltisantija Brendana Filonea te neuspješni pokušaj Tonyjeve likvidacije nakon što je pomislio kako Tony kuje urotu protiv njega. Naručio je i lažnu Christopherovu likvidaciju nakon njegove i Brendanove druge otmice njegovih kamiona, iako su oni u međuvremenu vratili robu (skupa talijanska odijela). Mikey Palmice, koji je bio njegov vozač i kasniji savjetnik, obavio je sva Juniorova ubojstva.  
U prvoj epizodi šeste sezone "Members Only", tijekom jedne od svojih senilnih epizoda, Junior pomisli kako je Tony njegov stari neprijatelj Pussy Malanga, koji je u to vrijeme bio mrtav šest godina te ga ustrijeli u abdomen. Junior se mutno prisjeća pucnjave, ali je očito da je mislio da puca u Malangu, a ne u Tonyja.

## Životopis
Junior je stric Tonyja Soprana: Juniorov mlađi brat bio je John Francis "Johnny Boy" Soprano, Tonyjev otac. I Junior i Johnny Boy su napustili srednju školu kako bi se pridružili zločinačkoj obitelji DiMeo. Junior i Johnny Boy odgovorni su za pridobivanje dugogodišnjeg posjeda Soprano, Satriale's Meat Marketa, od prijašnjeg vlasnika g. Satrialea. Satriale je imao kockarskih problema te je na kraju počinio samoubojstvo, ostavivši mesnicu braći Soprano zbog svojih dugova. Junior je uvijek pazio na Tonyja, a nakon Johnny Boyeve smrti od emfizema, Junior je postao Tonyjev zamjenski otac koji je djelovao kao njegov vođa i mentor i pomogao mu da se uzdigne u obiteljskoj hijerarhiji. 
Nakon uhićenja šefa obitelji DiMeo Eckleyja DiMea krajem 1995., Junior se posvađao s novim izvršnim šefom Jackiejem Aprileom, Sr. Pobjegao je u Boca Raton kako bi izbjegao potencijalnu odmazdu, ali je Tony preko Sala "Big Pussyja" Bonpensiera sredio sastanak koji bi riješio problem.
Nakon Jackiejeve smrti, Tony i Junior su se počeli natjecati za lidersku poziciju. Brendana Filonea, suradnika Tonyjeve ekipe, ubio je Juniorov pomoćnik Mikey Palmice. Prije nego što je situacija prerasla u rat, Tony je pristao prepustiti Junioru ulogu šefa. Iako je Junior tehnički postao šef, Tony je zapravo konce držao u svojim rukama, koristeći Juniora kao paravan za skretanje pozornosti od federalne vlasti uz odobrenje svojih kapetana i svih nepoznatih Junioru.
Junior i Tony ponovno su se posvađali kad je Tony spomenuo Juniorovu seksualnu vezu s dugogodišnjom prijateljicom Robertom, nagnavši Juniora da prekine odnos s njom. Tony je uzrujao Juniora i smještanjem svoje majke Livije u starački dom Green Grove. Srdita Livia pokušala je iskoristiti obje njihove svađe kako bi Junioru odobrila Tonyjevu likvidaciju. Akciju je potencirala spomenuvši Tonyjeve posjete psihijatrici Jennifer Melfi. Međutim, pokušaj ubojstva je propao, a Tony je iskoristio situaciju kako bi praktički izbacio Juniora iz svih obiteljskih poslova naredivši likvidaciju Juniorovih najviše rangiranih ljudi, Mikeyja Palmicea i Chuckyja Signorea. Junior je u isto vrijeme uhićen pod optužbama za reket, što mu je, ironično, spasilo život.
Junior ubrzo biva pušten iz zatvora te smješten u kućni pritvor dok čeka suđenje, nakon što je Juniorov odvjetnik uvjerio suca kako je mnogo bolesniji nego što je uistinu bio. Dok je on u kućnom pritvoru, iz zatvora izlazi kapetan u ekipi Soprano Richie Aprile i ubrzo traži način kako da se sprijatelji s Juniorom. Junior se ubrzo nađe u središtu borbe za prevlast između Richieja i Tonyja, s tim da Richie želi preuzeti Tonyjevu poziciju "uličnog šefa". Junior se dugo premišljao kojoj se strani nakloniti, ali je na kraju odlučio kako, iako Tony može biti sebičan i nagao, Richie jednostavno nema poštovanja prema članovima obitelji, a njegove nasilne i surove metode mogu dovesti do kraha same obitelji. Junior na kraju kazuje Tonyju za Richiejeve planove protiv njega. Zahvalan za upozorenje, Tony povećava (s 5 na 7,5%) Juniorov postotak od svojih bivših poslova, a dvojac zakopava ratnu sjekiru.
Iako ga Tony smatra arogantnim i nesposobnim šefom, često se obraća Junioru zbog njegova iskustva. Iako je Junior preživio rak i zatvor, teret niza manjih moždanih udara i privezanosti za kućni pritvor ostavljaju ga zbunjenog i depresivnog te on polako prepušta svoje šefovsko mjesto i postaje sve više ovisan o obiteljskoj skrbi.
U šestoj sezoni Juniorova demencija se pogoršala te on postaje paranoičan pri pomisli kako ga progoni njegov stari neprijatelj "Little Pussy" Malanga. Međutim, Tony odbija smjestiti strica u starački dom osjećajući kako je obvezan pomagati mu uz pomoć svojih sestara i Bobbyja. Ta se odluka umalo pokazuje kobnom: Tony jedne večeri dolazi u Juniorov dom i otkriva kako je stric izgubio zubalo. Tony ga pošalje na kat da ga potraži dok on spremi večeru. Nakon što Junior čuje Tonyjev glas iz prizemlja kako mu govori da je večera gotova, opet se javlja njegova demencija. Junior se spušta i, vjerujući kako je njegov nećak Malanga, ustrijeli Tonyja u abdomen.
Junior je nakon pucnjave uhićen i odveden u federalni zatvor, ali mu njegov odvjetnik osigurava smještaj u mentalnoj ustanovi, tvrdeći kako trenutno nije sposoban za suđenje. Tony nakon pucnjave i oporavka odbija svaki kontakt s njim, pa čak i spominjanje njegova imena. Junior ostaje zbunjen i potresen događajima te poriče kako je namjerno ustrijelio vlastitog nećaka. 
U terapeutskom centru u Wyckoffu Junior se počinje vraćati starim navikama; još uvijek ubire tjedne zarade od svojih organizcija. Junior se unutar zidova ustanove ponaša kao tipični mafijaški šef: podmićuje stražare, organizira kartaške partije i fizički zlostavlja protivnike. Međutim, upravitelji ustanove suočavaju ga s izborom: ili će uzimati lijekove koje je do tada odbijao ili će se preseliti u neku drugu (vjerojatno manje ugodnu) ustanovu. Junior pristaje uzimati lijekove koji ga otupljuju i ublažavaju njegovu osobnost.

## Ubojstva koja je naručio Junior Soprano
- Pussy Malanga - ubijen po Juniorovoj naredbi iz nepoznatih razloga, iako je poznato da je Malanga bio Juniorov smrtni neprijatelj. (1999.)
- Brendan Filone - ustrijeljen u oko u kadi od strane Mikeyja Palmicea zbog otmice Juniorovih kamiona. (1999.)
- Rusty Irac - bačen u podnožje vodopada od strane Mikeyja Palmicea zbog prodavanja droge unuku Juniorova prijatelja. (1999.)
- Donnie Paduana - Ustrijeljen po Juniorovoj naredbi od strane Mikeyja Palmicea zbog šala o Tonyjevoj majci. (1999.)
- Jimmy Altieri - njegovo ubojstvo je odobreno nakon što se Tony preko Christophera Moltisantija i Silvija Dantea uvjerio kako je doušnik. (1999.)

## Vanjske poveznice
- Profil Corrada "Juniora" Soprana na hbo.com
- Junior Soprano u internetskoj bazi filmova IMDb-u